# Gipperath
Gipperath (1098 erstmals als Gevenrothe erwähnt) ist eine Ortsgemeinde im Landkreis Bernkastel-Wittlich in Rheinland-Pfalz. Sie gehört seit dem 1. Juli 2014 der Verbandsgemeinde Wittlich-Land an.

## Geographie
Der Ort liegt in der Vulkaneifel. 42 Prozent der Gemarkungsfläche sind bewaldet. Im Nordosten befindet sich mit 3 km Entfernung Niederöfflingen, im Südosten mit 4 km Entfernung Plein und im Südwesten mit 3 km Entfernung Schladt. Der nahe gelegene Wald wird Geisbüch genannt.

## Geschichte
Der Ort wurde 1098 erstmals als Gevenrothe im Stift St. Simeon in Trier erwähnt. Der Ort verfügte bereits im 12. Jahrhundert über eine Kirche. Ab 1794 stand Gipperath unter französischer Herrschaft, 1815 wurde der Ort auf dem Wiener Kongress dem Königreich Preußen zugeordnet. Im Juni 1908 gab es die erste Fernsprecheinrichtung, im Mai 1913 ging die Wasserleitung und im Dezember 1920 die Stromversorgung in Betrieb. Seit 1946 ist der Ort Teil des damals neu gebildeten Landes Rheinland-Pfalz.

## Politik

### Bürgermeister
Tobias Steffes wurde 2024 Ortsbürgermeister von Gipperath.
Der Vorgänger war Hans-Leo Schäfer, der 1991 Alfred Oster ablöste.

### Gemeindepartnerschaft
Es besteht eine Partnerschaft mit der französischen Gemeinde Beuvillers. Alle zwei Jahre fahren die Gipperather nach Frankreich und im Wechsel dazu kommen die Franzosen nach Gipperath.

## Kultur und Sehenswürdigkeiten

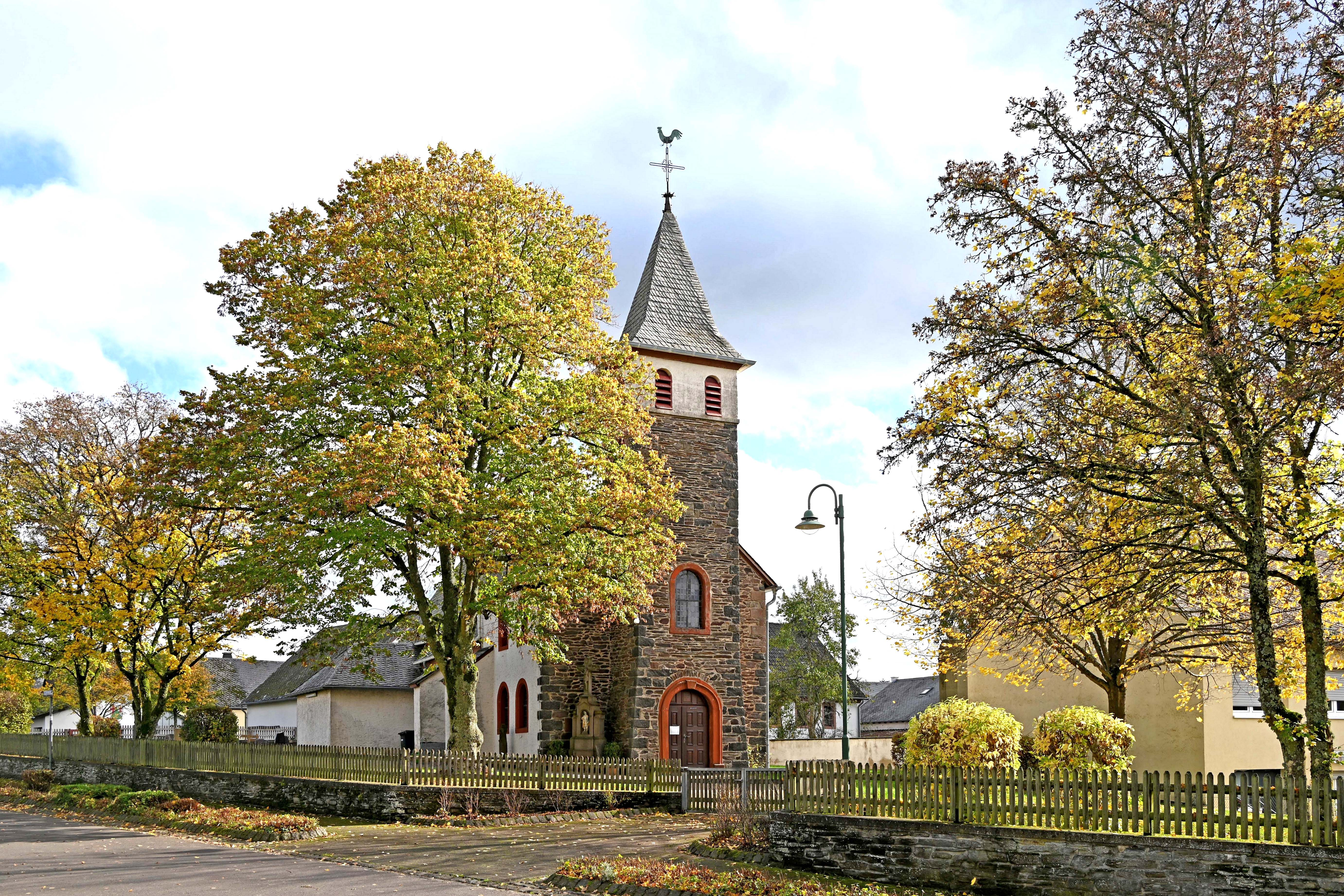
Kapelle St. Quirinus von Westen

Sehenswert sind der Eichenhain (kurz vor der Einfahrt, noch aus weiter Entfernung zu sehen), die Gipperather Mühle, die Hügelgräber, die Kirche aus dem 16. Jahrhundert und das Kreuz mit dem heiligen Quirinus, dem auch die Kirche geweiht ist und dessen Patronat am 30. April gefeiert wird. In der Kirche befindet sich ein Altar, der in den 1990er Jahren einen einfachen Holztisch ablöste. Auf der Frontseite ist ein Emblem mit einem Kreuz zu finden. Dieses Kreuz stellt die 12 Stämme der Apostel dar. Hinter dieser Steinplatte befinden sich Fingerknochen als Reliquie.

St. Quirinus
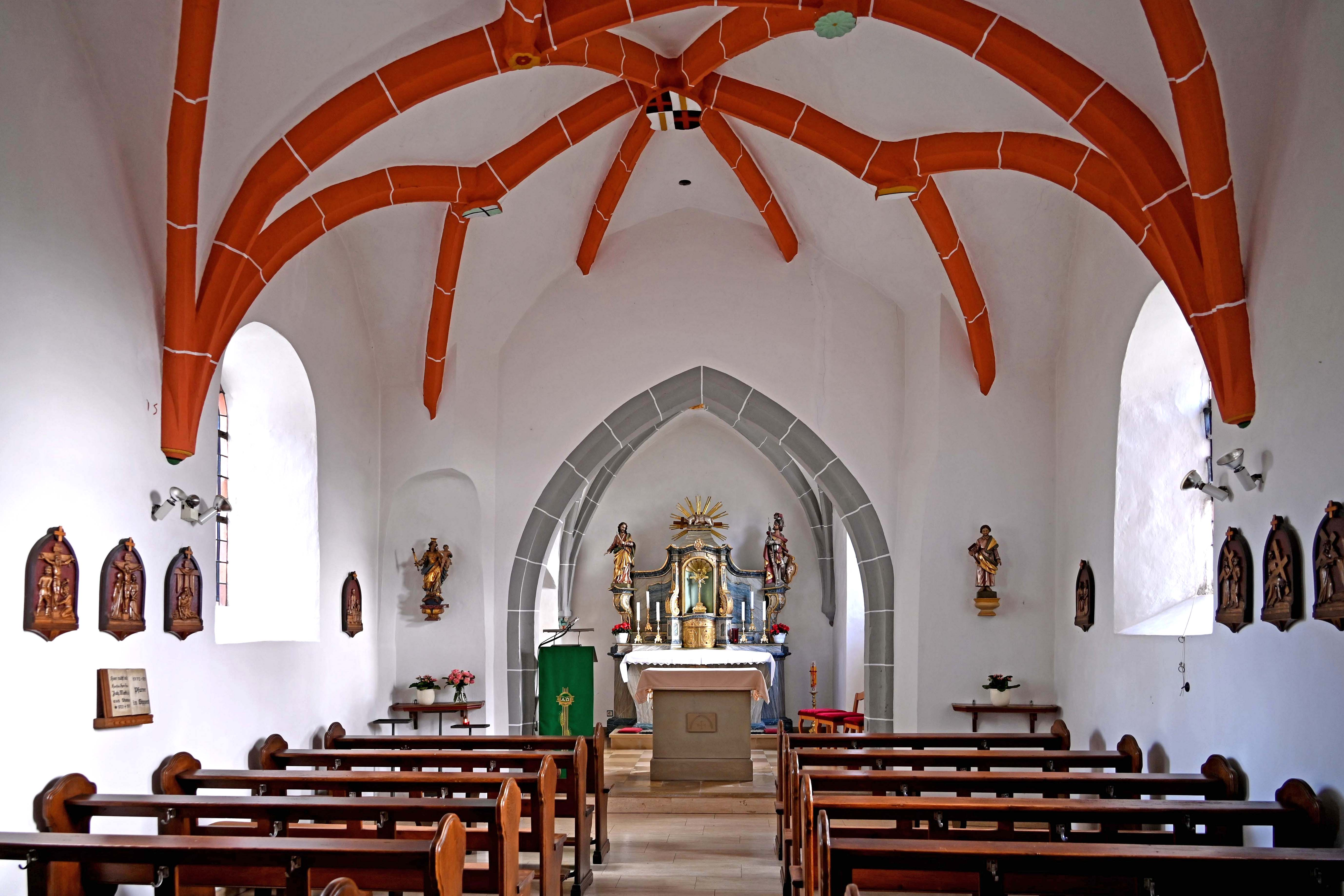
Innenraum
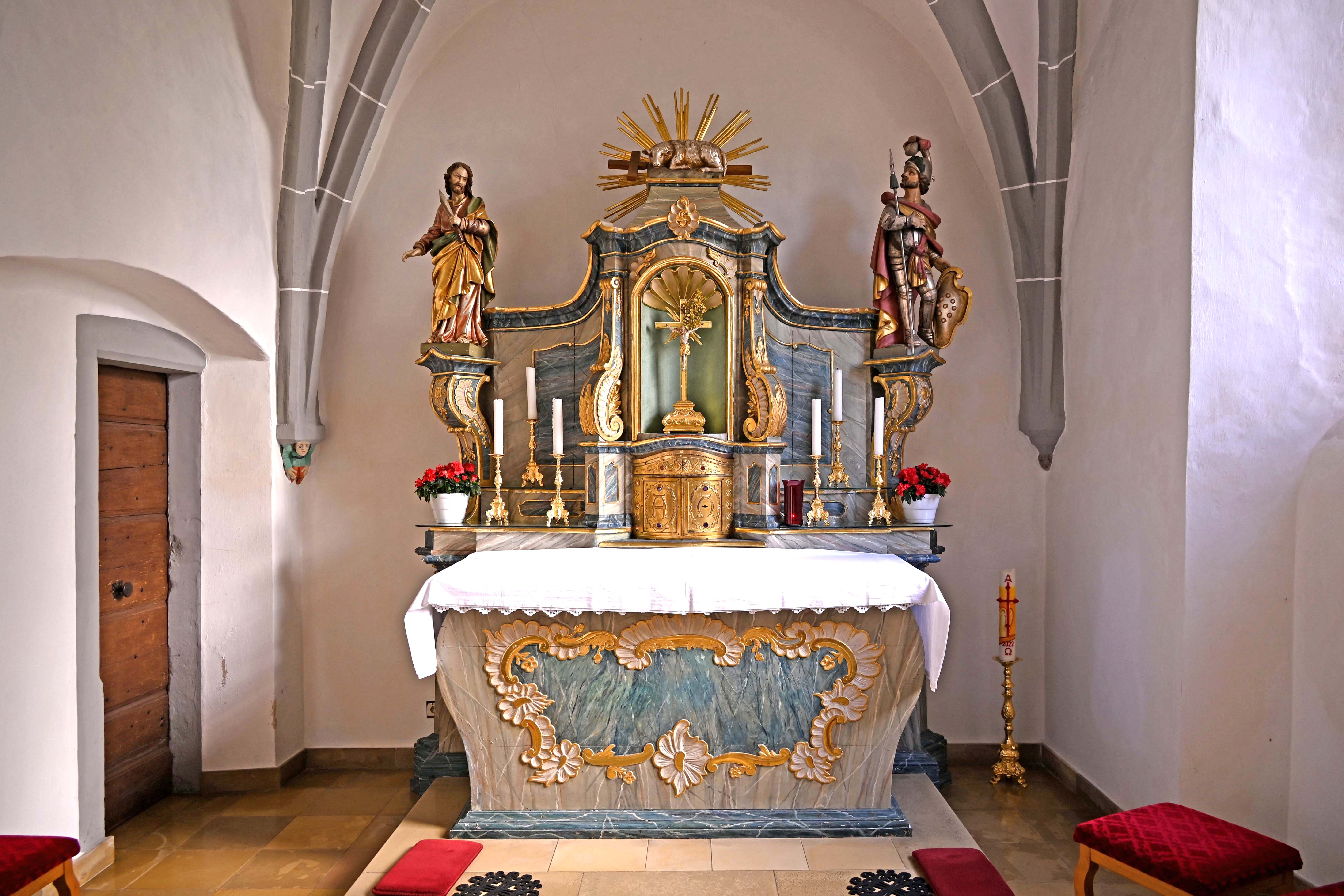
Barocker Hochaltar
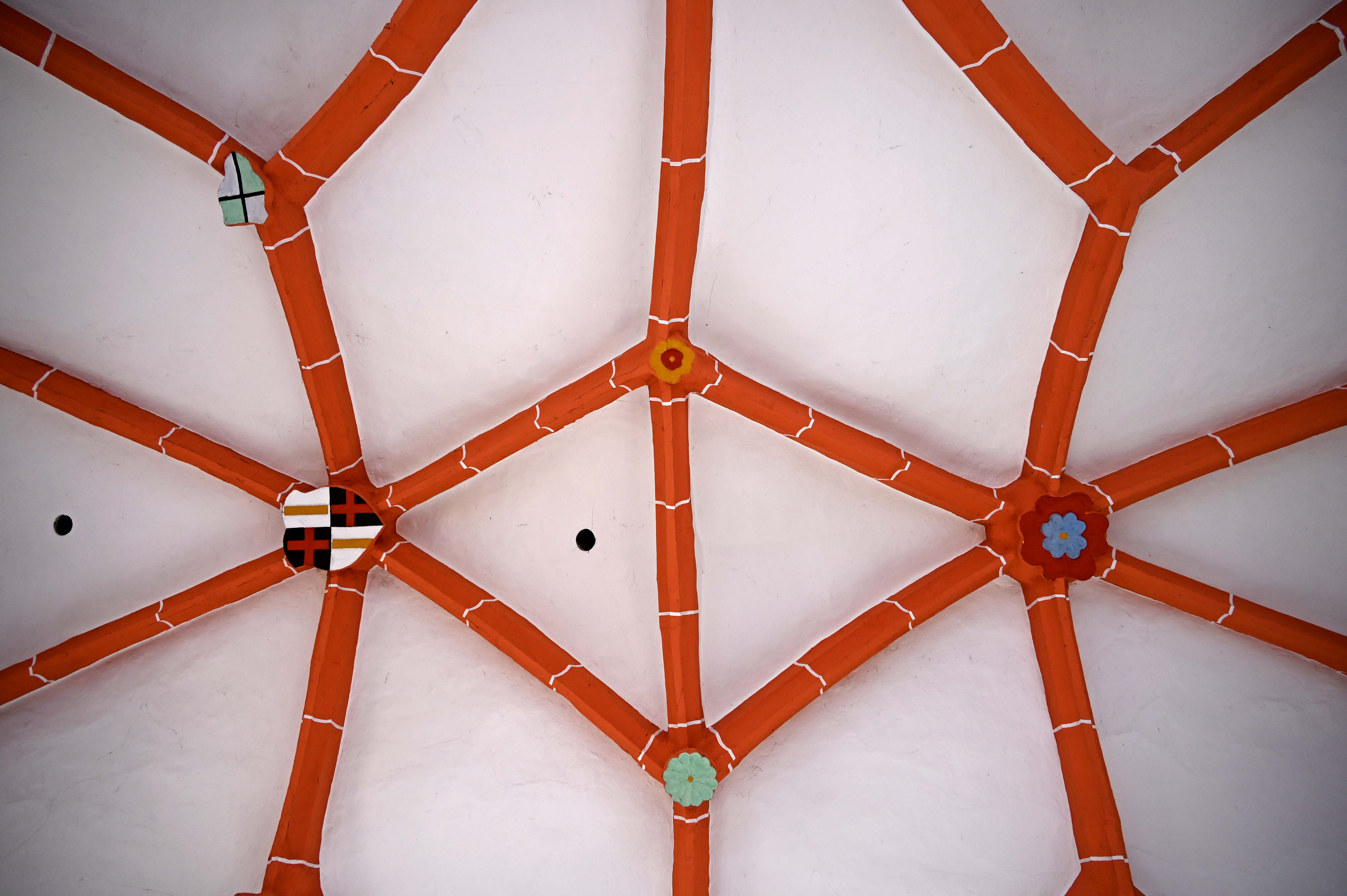
Kapellengewölbe (1556)
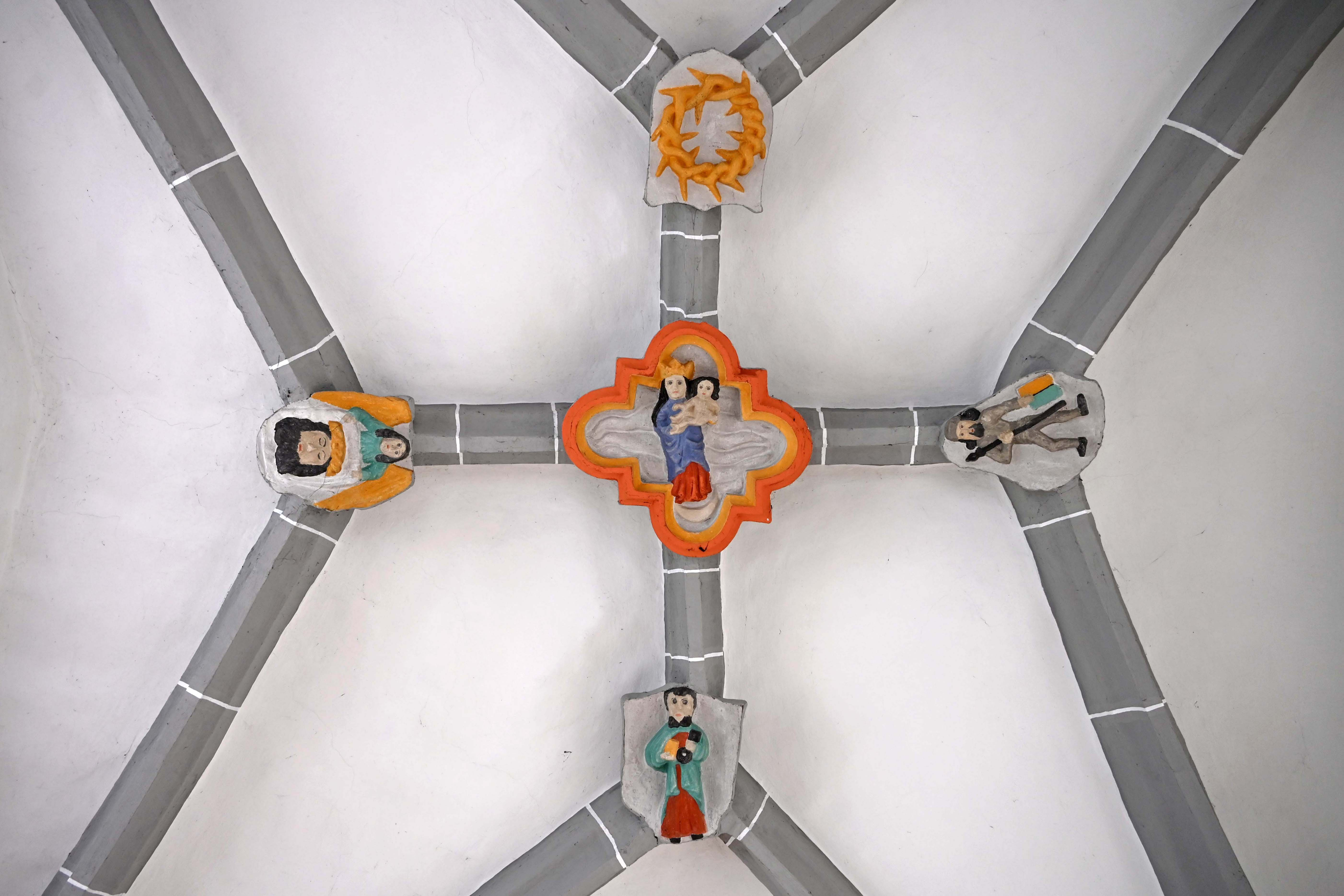
Chorgewölbe
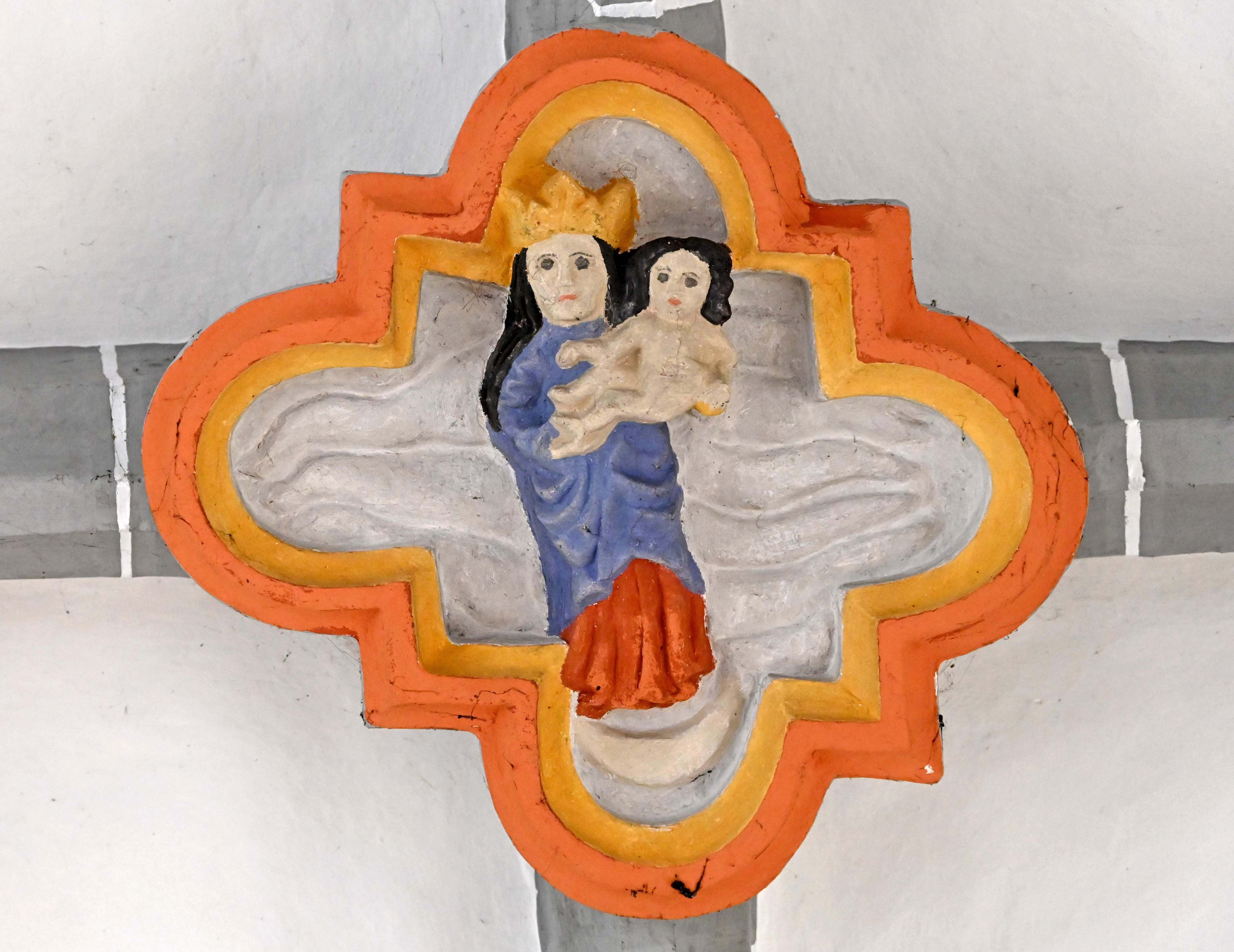
Schlussstein
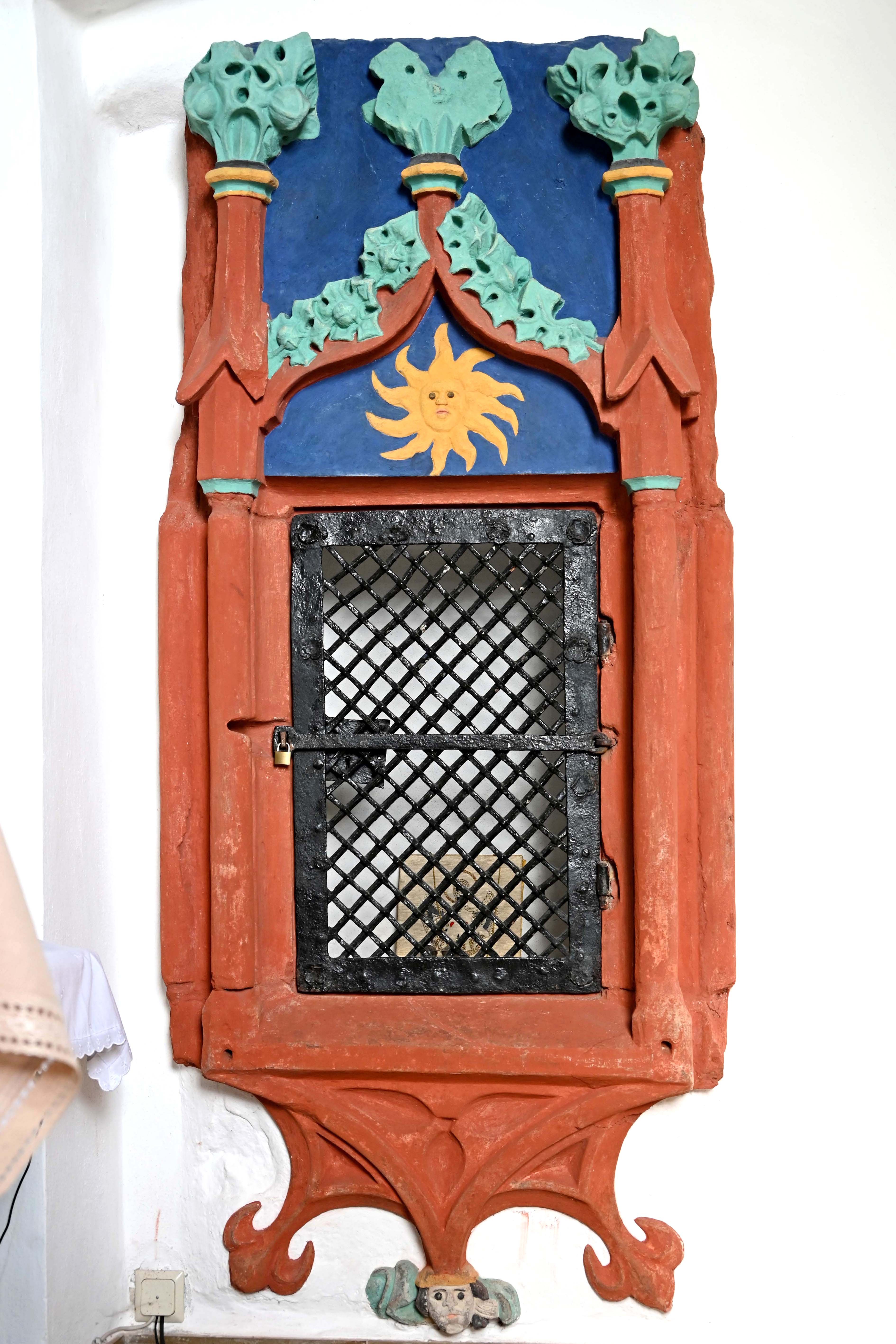
Sakramentshaus
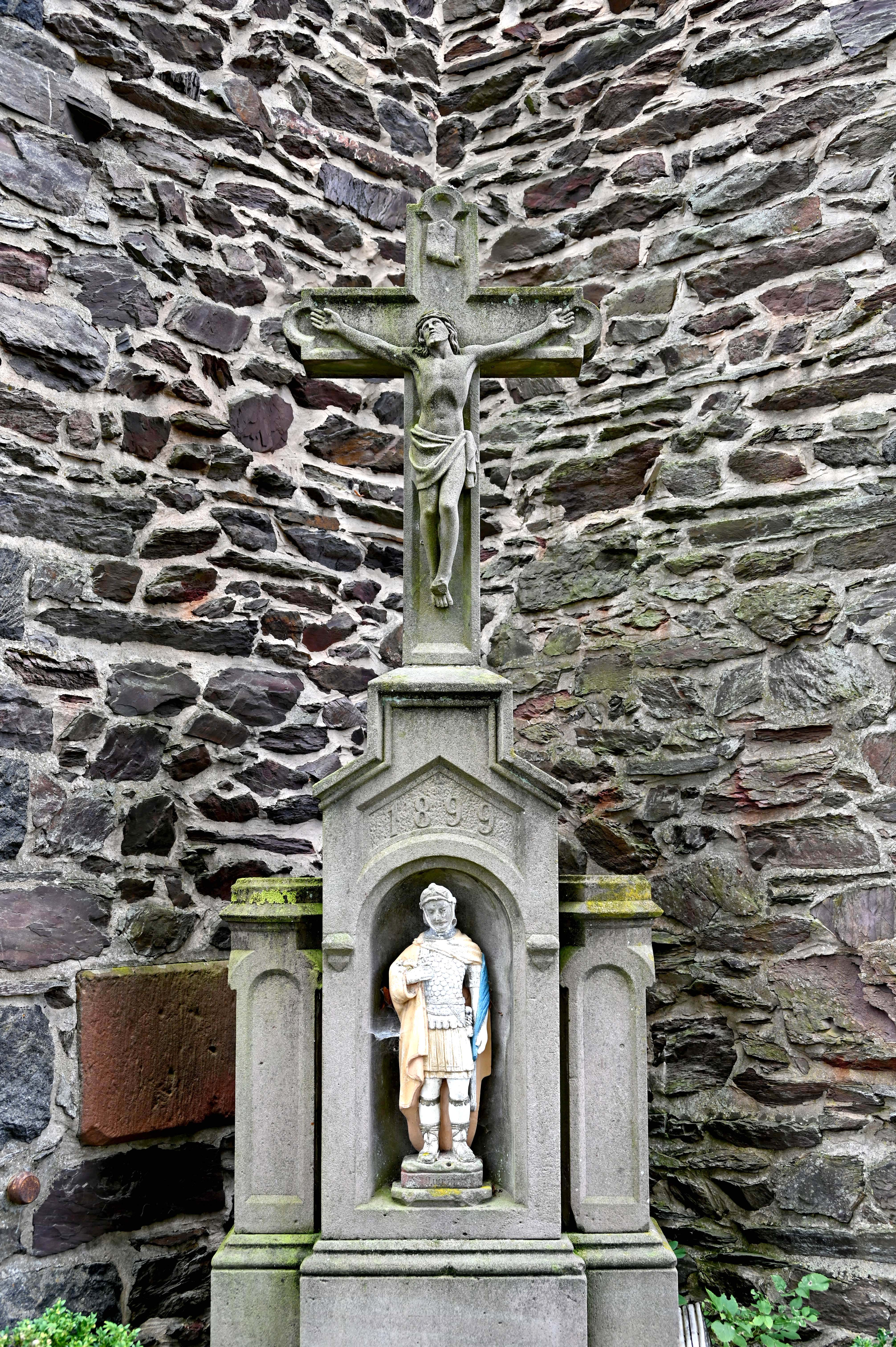
Kreuz mit St. Quirinus

## Wirtschaft und Infrastruktur
Im Osten verläuft die Bundesautobahn 1, im Süden die Bundesautobahn 60. Durch den Ort führt die Kreisstraße 21.